# Elektrownia Wodna Smołdzino

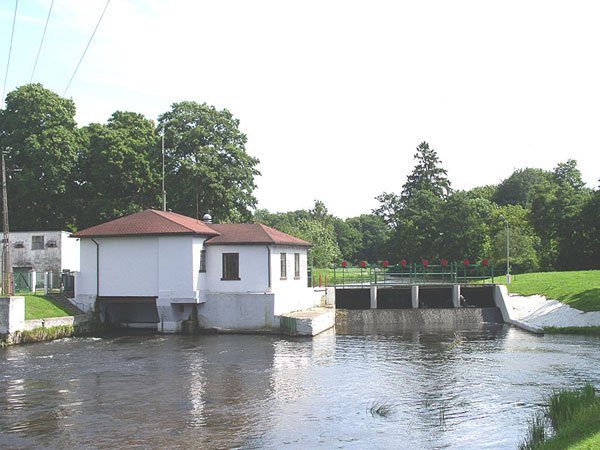
Elektrownia Wodna Smołdzino na Rzece Łupawa.

Elektrownia Wodna Smołdzino – elektrownia wodna zaliczana do klasy MEW o mocy 220 kW. Elektrownię razem z jazem wybudowano na rzece Łupawa tuż przed ujściem do jeziora Gardno w miejscowości Smołdzino w 1913 roku. Elektrownię zasilają wody zlewni Łupawy o powierzchni 805 km², średni przepływ wody wynosi 7,93 m³/s, moc zainstalowana 160 kW, przełyk instalowany 12,25 m³/s, spad 2,3 m.